# Carnegie Mellon University
Carnegie Mellon University (CMU) is een particuliere universiteit in Pittsburgh. De universiteit is vooral sterk op technologiegebied, waaronder informatica en techniek. Carnegie Mellon is een belangrijk centrum voor onderzoek, vooral op het gebied van informatica en robotica.

## Beschrijving
De universiteit bestaat uit zeven verschillende scholen:
- Carnegie Institute of Technology
- College of Fine Arts
- College of Humanities and Social Sciences
- Mellon College of Science
- Tepper School of Business
- School of Computer Science
- H. John Heinz III School of Public Policy and Management

Carnegie Mellon heeft ook kleinere locaties (campussen) in Mountain View (in Silicon Valley, Californië), in Doha (Qatar) en in Adelaide (Australië). 
In 2006 had de universiteit een onderzoeksbudget van 315 miljoen dollar. Hiervan was het grootste deel (277,6 miljoen) afkomstig van subsidies door de Amerikaanse federale overheid.
CMU wordt beschouwd als een van de beste universiteiten van de Verenigde Staten. Het tijdschrift Newsweek noemde in 2006 Carnegie Mellon als een van de 25 New Ivies (nieuwe topuniversiteiten). De Britse krant The Times plaatste de universiteit in 2006 op de 10e plaats in een lijst van de beste universiteiten ter wereld voor techniek. Volgens het tijdschrift U.S. News and World Report, dat een jaarlijks overzicht van de beste Amerikaanse universiteiten geeft, staat Carnegie Mellon op de 22e plaats in de lijst van beste universiteiten van het land. De doctorale studie informatica van Carnegie Mellon is volgens dit tijdschrift de beste van het land, en de doctorale ingenieursopleiding staat nationaal gezien op de zesde plaats.
Het Robotics Institute en Human-Computer Interaction Institute van Carnegie Mellon worden gerekend tot de belangrijkste onderzoekscentra ter wereld voor hun respectievelijke vakgebieden. Het Software Engineering Institute van de universiteit coördineert het CERT-programma, dat onderzoek doet naar methodes om het internet beter te beveiligen tegen aanvallen door computervirussen, computerwormen en andere bedreigingen. Carnegie Mellon is ook een partner in het Pittsburgh Supercomputing Center.

## Geschiedenis
De universiteit werd in 1900 gevestigd door de staalmagnaat Andrew Carnegie onder de naam Carnegie Technical Schools. In 1912 werd ze hernoemd naar Carnegie Institute of Technology, en in 1967 fuseerde de instelling met het Mellon Institute of Industrial Research. Hierbij kreeg ze de huidige benaming, Carnegie Mellon University.

## Bekende oud-studenten

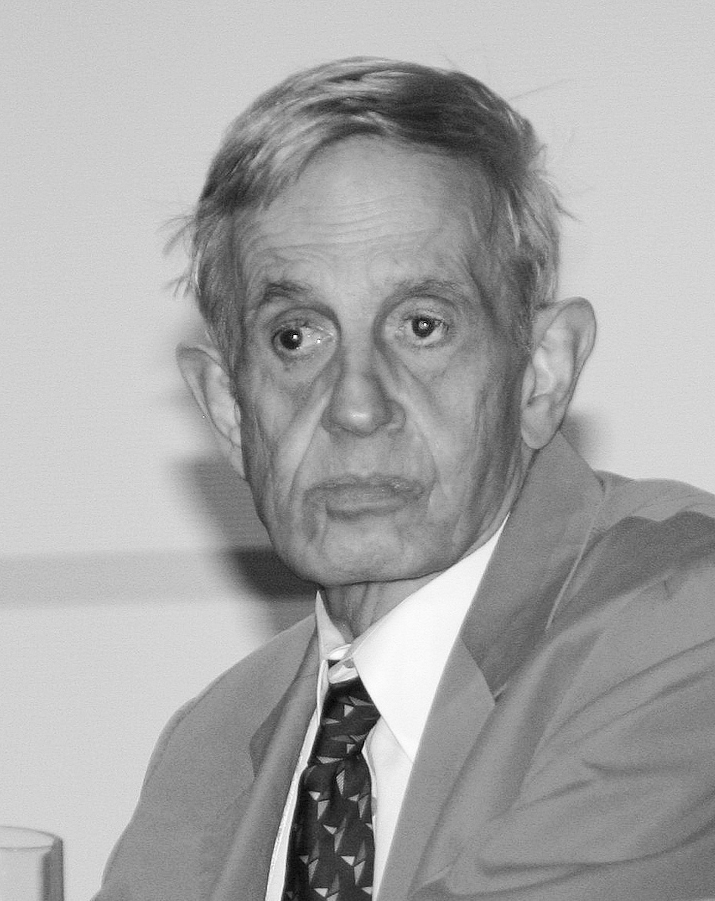
John Forbes Nash

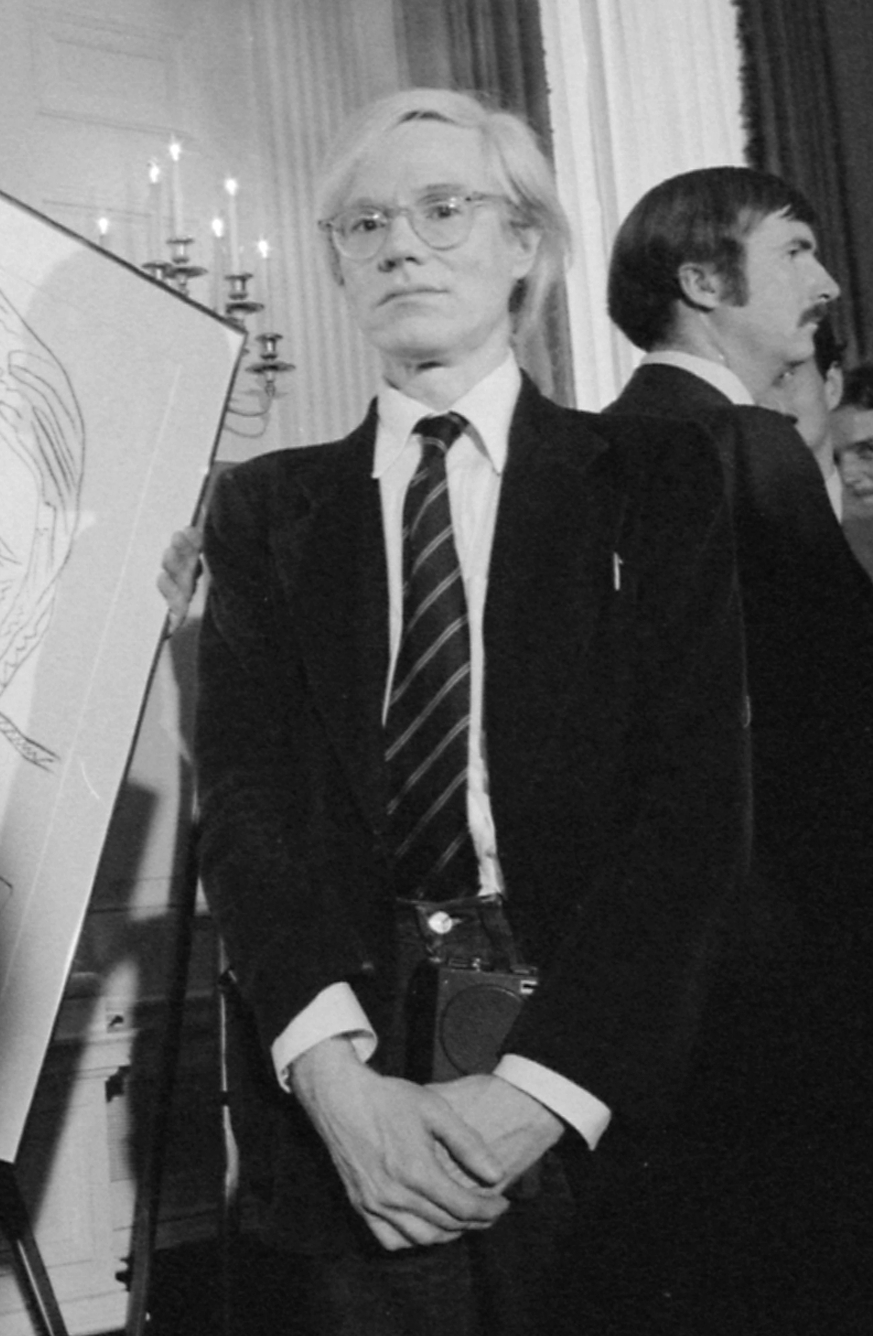
Andy Warhol

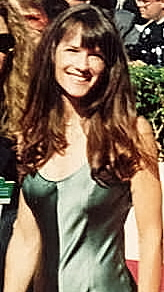
Holly Hunter

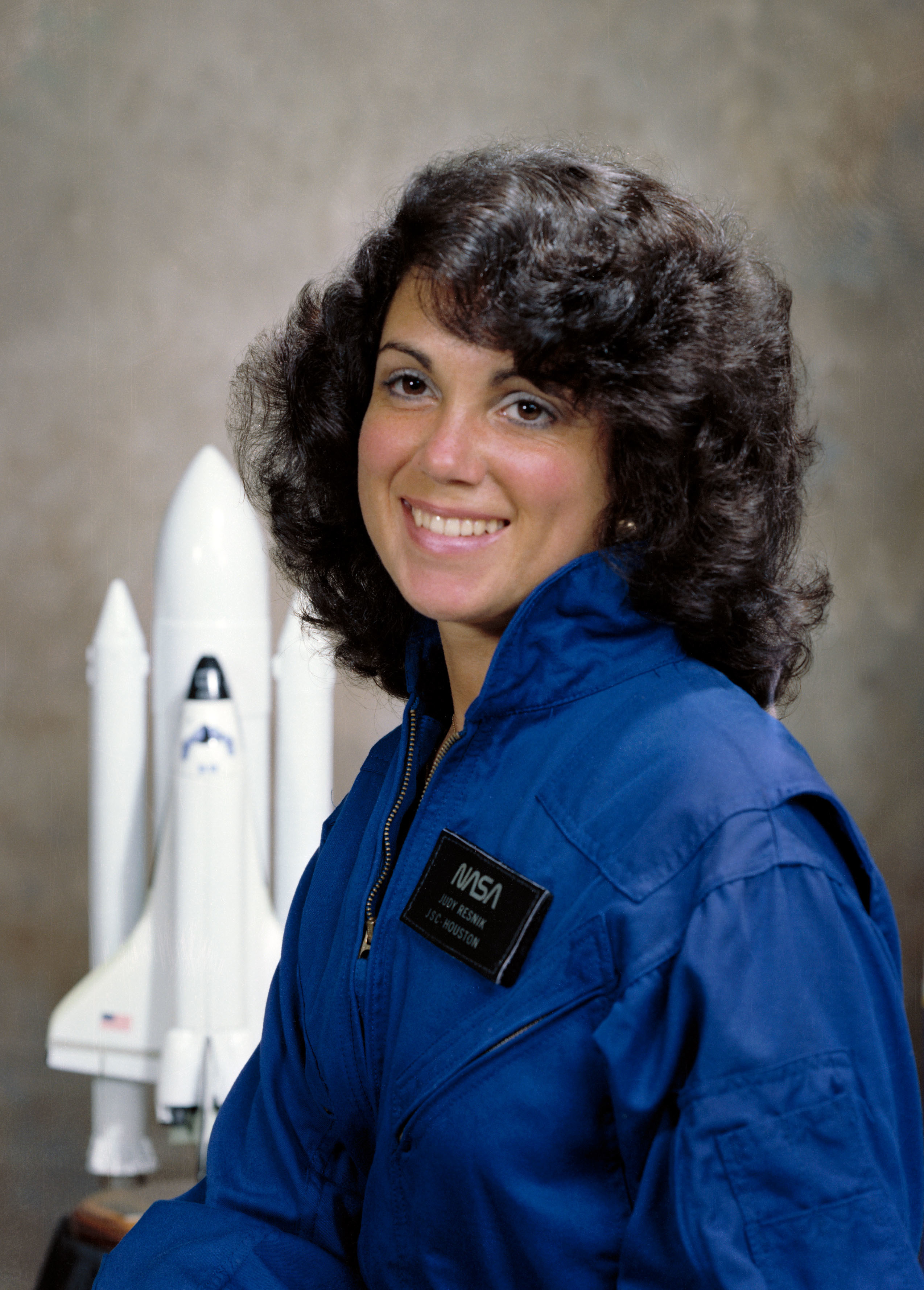
Judith Resnik

### Nobelprijswinnaars
- John L. Hall, scheikunde, 2005
- Finn E. Kydland, economie, 2004
- Edward C. Prescott, economie, 2004
- Clifford Shull, natuurkunde, 1994
- John Forbes Nash, economie, 1994 (zijn levensverhaal werd verfilmd in A Beautiful Mind)

### Turing Award-winnaars
- Alan Perlis, 1966
- Edward Feigenbaum, 1984
- Ivan Sutherland, 1988

### Andere bekende oud-studenten
- René Auberjonois, acteur, bekend van Star Trek: Deep Space Nine
- Andy Bechtolsheim en Vinod Khosla, grondleggers van computerbedrijf Sun Microsystems
- George Cowan, atoomgeleerde, werkte aan het Manhattan Project
- Ted Danson, acteur, bekend van onder meer Cheers
- Scott Fahlman, computerwetenschapper, uitvinder van de emoticons :-) en :-(
- James Gosling, ontwikkelaar van de programmeertaal Java
- Feng-hsiung Hsu, pionier op het gebied van schaakcomputers
- Holly Hunter, Oscar-bekroonde actrice
- Cherry Jones, Tony-bekroonde actrice
- Henry Mancini, componist van filmmuziek, zoals die van The Pink Panther
- Edgar Mitchell, astronaut
- John Ousterhout, natuurkundige en informaticus, ontwikkelaar van de scripttaal Tcl
- Cote de Pablo, actrice
- Sally Jessy Raphael, talkshow-host
- Judith Resnik, astronaute, kwam om bij ontploffing van de Spaceshuttle Challenger (1986)
- George A. Romero, regisseur van onder meer Night of the Living Dead
- Ivan Sutherland, computerprogrammeur, pionier van grafische gebruikersomgevingen en virtual reality
- Blair Underwood, acteur in onder meer L.A. Law en Sex and the City
- Rebecca Soler, stemactrice en actrice
- Van Hansis, acteur in de soap As the World Turns
- Loudon Wainwright III, zanger
- Andy Warhol, kunstenaar
- Charles Erwin Wilson, Amerikaans minister van defensie (1953-1957)
- Bud Yorkin, producent en regisseur

## Bekende stafleden

### Nobelprijswinnaars
- Clinton Davisson, natuurkunde, 1937
- Otto Stern, natuurkunde, 1943
- Paul Flory, scheikunde 1974
- Herbert Simon, economie, 1978
- Franco Modigliani, economie, 1985
- Merton Miller, economie, 1990
- Robert Lucas Jr, economie, 1995
- John Pople, scheikunde, 1998
- Walter Kohn, scheikunde, 1998
- Paul Lauterbur, geneeskunde, 2003
- Finn E. Kydland, economie, 2004
- Edward C. Prescott, economie, 2004

### Turing Award-winnaars
- Alan Perlis
- Allen Newell
- Dana S. Scott
- Robert W. Floyd
- Raj Reddy
- Manuel Blum
- Herbert Simon

### Andere bekende stafleden
- Jerome Apt, astronaut
- Richard Florida, econoom
- Nico Habermann, wiskundige
- Mel Shapiro, met een Tony Award bekroonde toneelschrijver en regisseur
- Clarence Zener, natuurkundige

## Wetenswaardigheden
Op de hoofdcampus in Pittsburgh werden veel scènes van de film Wonder Boys (2000) gefilmd.